# Medalles del Cercle d'Escriptors Cinematogràfics de 1951
La cerimònia de lliurament de les medalles del Cercle d'Escriptors Cinematogràfics de 1951 va tenir lloc el 25 de gener de 1952. Va ser el setè lliurament de aquestes medalles atorgades per primera vegada sis anys abans pel Cercle d'Escriptors Cinematogràfics (CEC). Els premis tenien per finalitat distingir als professionals del cinema espanyol pel seu treball durant l'any 1951. Per segon any consecutiu els guardons van ser lliurats durant una gran festa celebrada aquesta vegada en el Club Morocco i amb la intervenció del locutor Bobby Deglané.
Es van concedir medalles en quinze categories; les mateixes de l'edició anterior excepte la de Millor llibre. No obstant això, en cinc d'elles es van lliurar a més sengles premis especials addicionals. La pel·lícula Surcos va ser la gran triomfadora de la jornada, en aconseguir quatre medalles: millor pel·lícula, millor director, millor actriu secundària i millor actor secundari.

## Llista de medalles
| Categoria                    | Premiat                                              | Labor premiada         |
| ---------------------------- | ---------------------------------------------------- | ---------------------- |
| Millor pel·lícula            | Surcos                                               | pel·lícula             |
| Millor director              | José Antonio Nieves Conde                            | Balarrasa Surcos       |
| Millor actriu principal      | Maruchi Fresno                                       | Catalina de Inglaterra |
| Millor actor principal       | Fernando Fernán Gómez                                | Balarrasa              |
| Millor actriu secundària     | Marisa de Leza                                       | Surcos                 |
| Millor actor secundari       | Félix Dafauce                                        | Surcos                 |
| Millor fotografia            | Cecilio Paniagua                                     | Parsifal               |
| Millor música                | Jesús García Leoz                                    | Niebla y sol           |
| Millors decorats             | José Caballero                                       | Parsifal               |
| Millor argument original     | Ángel Gamón                                          | Séptima página         |
| Millor guió                  | José Santugini Ángel Gamón                           | Séptima página         |
| Millor labor literària       | Joaquín Romero Marchent                              |                        |
| Millor pel·lícula estrangera | El silencio es oro                                   | pel·lícula             |
| Premi Jimeno                 | Juan Antonio Bardem Luis García Berlanga (Directors) | Esa pareja feliz       |
| Millor labor periodística    | Martín Abizanda                                      |                        |

## Premis especials
| Categoria       | Premiat         | Labor premiada      |
| --------------- | --------------- | ------------------- |
| pel·lícula      | Parsifal        | [ nota 1 ]          |
| Actriu          | Susana Canales  | Cielo negro         |
| Actor           | Antonio Vilar   | Alba de América     |
| Actor           | José Nieto      | La Señora de Fátima |
| Labor literària | Pío Ballesteros |                     |